# Viktoras
Viktoras ist ein litauischer männlicher Vorname, abgeleitet von Victor.

## Namensträger
- Viktoras Abramikas (1908–1972), litauischer Fußballtorhüter
- Viktoras Ašmenskas (1912–2016), litauischer Sportpilot
- Viktoras Butkus (Theologe) (1923–1993), litauischer Theologe
- Viktoras Fiodorovas (* 1987), litauischer Politiker (DP)
- Viktoras Justickis (* 1941), litauischer Rechtspsychologe und Kriminologe, Professor
- Viktoras Klonaridis (* 1992), griechisch-belgischer Fußballspieler
- Viktoras Milvydas (1932–2017), litauischer Schachspieler, Bauingenieur und Pferdesportfunktionär
- Viktoras Muntianas (* 1951), litauischer Politiker (PDP)
- Viktoras Pivrikas (1950–2013), litauischer Arzt und Politiker (LDDP)
- Viktoras Pranckietis (* 1958), litauischer Gartenbauwissenschaftler, Professor, Politiker, Seimas-Mitglied
- Viktoras Rinkevičius (* 1950), litauischer Politiker (LVŽS), Mitglied des Seimas
- Viktoras Uspaskich (* 1959), litauischer Unternehmer und Politiker (DP), siehe Viktor Uspaskich
- Viktoras Vaičiūnas (1896–1945), litauischer Psychiater
- Viktoras Valentukevičius, litauischer Manager und Politiker
- Viktoras Zedelis, litauischer Rechtsanwalt und Beamter

Zwischenname
- Kazimieras Viktoras Banaitis (1896–1963), litauischer Komponist